# ایاد نصار

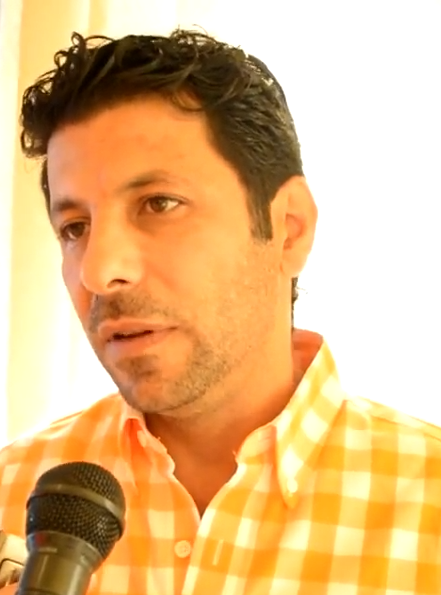

ایاد نصار (متولد ۹ نوامبر ۱۹۷۱) یک بازیگر و کارگردان فیلم اردنی است. نصار در ریاض، عربستان سعودی به دنیا آمد و در امان، اردن بزرگ شد. او در نسخه عربی بازی ویدیویی Assassin's Creed Mirage در سال ۲۰۲۳ صدای شخصیت باسیم را به عهده داشت. او برای نقش خود در سریال تلویزیونی «صلت رحم» در جوایز منتقدان درام عرب در سال ۲۰۲۵ جایزه بهترین بازیگر را دریافت کرد. او در سریال تلویزیونی معاویه نقش علی بن ابیطالب را ایفا کرد.

## فیلمشناسی
| سال  | عنوان             | نقش             | یادداشت | منابع |
| ---- | ----------------- | --------------- | ------- | ----- |
| ۲۰۰۸ | بصره              | —               |         |       |
| ۲۰۱۷ | Arrest Letter     | —               |         |       |
| ۲۰۱۸ | Diamond Dust      | شریف            |         |       |
| ۲۰۱۹ | Casablanca        | راشد            |         |       |
| ۲۰۱۹ | فیل آبی ۲         | اکرم            |         |       |
| ۲۰۲۱ | موسی              | دکتر فاریس ناصر |         | [ ۱ ] |
| ۲۰۲۲ | Perfect Strangers | Shereef         |         | [ ۲ ] |